# Tarassus shannoni
Tarassus shannoni là một loài ruồi trong họ Tachinidae.